# Julianka (Silésie)
Pour les articles homonymes, voir Julianka.
Julianka est une localité polonaise de la gmina de Przyrów, située dans le powiat de Częstochowa en voïvodie de Silésie.